# Chris Clark (chính khách)
Christopher Ryan Clark (sinh ngày 14 tháng 9 năm 1983) là một chính khách người Mỹ và cựu Thị trưởng của Mountain View, California. Ông lần đầu tiên được bầu vào Hội đồng thành phố Mountain View vào năm 2012 ở tuổi 29, khiến ông trở thành quan chức bầu cử LGBT trẻ nhất và đầu tiên trong lịch sử thành phố. Clark sau đó đã được bầu làm Thị trưởng vào tháng 1 năm 2014 và là một trong những thị trưởng trẻ nhất ở Hoa Kỳ.

## Tiểu sử
Clark lớn lên tại một trang trại ở Rozetta, Illinois và sau đó làm Trang cho Hạ viện Hoa Kỳ. Ông theo học Đại học Stanford và lấy bằng B.A. Khoa học chính trị với một trẻ vị thành niên về kinh tế. Khi còn là Phó Thị trưởng, ông đã hoàn thành Chương trình Điều hành Cấp cao của Trường Chính phủ Harvard Kennedy trong chương trình Chính phủ Tiểu bang và Địa phương với tư cách là thành viên của Bohnett Fellow.

## Sự nghiệp
Clark đã tranh cử không thành công cho hội đồng thành phố vào năm 2008 và sau đó phục vụ trong Ủy ban Kế hoạch Môi trường và Quan hệ Con người trước khi giành chiến thắng trong cuộc bầu cử năm 2012 của mình.  Ông là người có số phiếu bầu không đương nhiệm cao nhất và được bầu làm Phó Thị trưởng ngay sau khi nhậm chức vào tháng 1/2013.
Trước Hội đồng thành phố, Clark làm việc tại Loopt, một công ty khởi nghiệp Y-Combinator đầu tiên do Sam Altman đồng sáng lập. Ông cũng giữ các vị trí quản lý tại AT&T, nơi ông đã giúp công ty ra mắt iPhone vào năm 2007.